# オテルマ (小惑星)
オテルマ (1529 Oterma) は、小惑星帯に位置する小惑星。フィンランド南西部の都市トゥルクで、ユルィヨ・バイサラによって発見された。
フィンランドの女性天文学者で、主にバイサラの助手として小天体の観測などを行ったリイシ・オテルマに因んで命名された。